# Вань Ху
Вань Ху (кит. трад. 萬戶, упр. 万户, пиньинь wàn hù или кит. трад. 萬虎, упр. 万虎, пиньинь wàn hù, жил предположительно на рубеже XV—XVI веков) — китайский легендарный чиновник, учёный и якобы первый воздухоплаватель, который построил летательный аппарат с ракетным двигателем.
Аппарат Вань Ху, согласно легенде, состоял из двух воздушных змеев, сидения и 47 ракет, заполненных порохом. Пилот погиб, согласно той же легенде, от взрыва ракеты при попытке старта. Достоверность истории о Вань Ху подвергается большим сомнениям со стороны учёных, так как в исторических источниках периода династии Мин сведений о Вань Ху нет.
2 октября 1909 года в журнале Scientific American была опубликована статья Джона Элфрета Уоткинса, рассказывающая о похожем событии, однако в ней героя зовут Вань Ту, а сама попытка полёта якобы состоялась за 2000 лет до наступления новой эры (то есть за три тысячелетия до подтверждённого изобретения пороха, ещё при мифической династии Ся); вместе с тем именно в этой статье впервые на европейском языке было указано, что запустить воздухоплавателя в полёт должны были 47 подручных, а построенная им машина состояла из воздушных змеев, кресла и ракет, — эти же самые сведения встречаются и в более поздних публикациях.
Имя «Вань Ху» впервые употребил Вилли Лей в книге «Rockets: The Future of Travel beyond the Stratosphere», вышедшей в 1944 году. Он относит событие к началу XVI века и указывает, в частности, что Вань Ху собирался отправиться в путешествие в космос и для этой цели, собрав свою машину, приказал своим 47 служителям запустить его путём зажигания множества фейерверков, однако когда те сделали это, то произошёл взрыв и как летательный аппарат, так и сам Вань Ху обратились в пепел. Впоследствии версия, описанная Леем, вошла во многие другие издания по тематике авиации — например, в «The Civil Air Patrol» 1949 года.
В 1997 году китайский писатель Ци Шуин в своей книге, посвящённой биографии учёного Цянь Сюэсэня, утверждал, что тот, будучи знаком с ним, рассказывал «историю о Вань Ху». Однако писатель Рон Миллер в своей работе «The Dream Machines» отмечает, что большинство современных китаеведов — например, Джозеф Нидэм — считают историю о Вань Ху полностью вымышленной по причине как фантастичности как таковой и множества противоречий в ней, так и отсутствием источников в публикации 1909 года. Сама история, по его мнению, может являться переложением (китайским или европейским) какой-либо восточной сказки XVII—XIX веков.
В честь Вань Ху назван один из кратеров на Луне.